# Romulus (cómic)
Romulus —Rómulo en España— es un supervillano de cómic ficticio que aparece en libros publicados por Marvel Comics, en particular los que presentan a Wolverine. Él es el líder de los Lupinos, una especie que se asemeja a los humanos y afirma que evolucionó de los caninos en lugar de los primates a través de la evolución convergente. Es un personaje sombrío cuyo origen y motivos siguen siendo un misterio. Se ha demostrado que ha orquestado la mayoría de los eventos más importantes en la vida de Wolverine, manipulándolo y controlando la mayor parte de su vida. 

## Historial de publicación
Creado por el escritor Jeph Loeb y el artista Simone Bianchi, el personaje apareció oscurecido por la sombra en Wolverine vol. 3 # 50 (marzo de 2007), e hizo su primera aparición completa en Wolverine: Origins # 39 (agosto de 2009).

## Biografía
Romulus es visto por primera vez en varios flashbacks de las experiencias de Wolverine, más tarde Wild Child explica que fueron inducidos por el propio Rómulo. Se le muestra dirigiendo a los Lupinos en la prehistoria, a veces a los bárbaros, siendo un emperador en la antigua Roma, además de ser la fuerza principal detrás de Arma X.
En el presente, Romulus restauró el aspecto felino de Feral y Thornn después de su despowerment en M-Day, incrementó enormemente los poderes de Wild Child, y parecía haber borrado a toda la humanidad de Sabretooth causando la muerte de este último a manos de Wolverine (más tarde se reveló que Sabretooth era un clon). Romulus hizo todo esto para revelarse a sí mismo a Wolverine.
Romulus también fue el que tomó a Daken del vientre de su madre muerta y lo crio como un asesino despiadado. Nick Fury le reveló a Wolverine que Rómulo ha estado manipulando a personas del linaje de su familia durante siglos, y que los planeaba convertir a Daken Akihiro en la próxima generación de Arma X. Esto se logró a través de El Manitas, que unió el metal de la hoja de Muramasa a las garras retráctiles de Daken. Daken Akihiro insinuó que cumplió con el proceso debido a su propia agenda. Romulus le dijo a Daken que matara a todos los experimentos de Arma X a los que les dio un factor curativo, con sus garras Muramasa. Mató a cada uno, excepto a Deadpool.
Él parece tener vínculos con las autoridades rusas, organizó la transferencia de Omega Rojo a una cárcel normal de Rusia para establecer una trampa para Wolverine. Después de Logan temporalmente somete a Omega Rojo, es capturado por Wild Child, quien le revela que Romulus hizo que Logan y varios villanos lucharan entre sí, en su agenda está vagamente descrito como él necesita un sucesor. Momentos después de que Wolverine usara la hoja de Muramasa para matar Omega Red, Romulus se revela frente a él, preparado para la batalla con cuatro garras ya extendidas (las tres entre los nudillos de sus dedos y una que se extiende desde detrás de su pulgar). Wolverine ataca a Romulus pero es fácilmente vencido ya que solo está usando la espada en este punto. Romulus golpea y ataca a Wolverine desde las sombras mientras él revela sus planes. Diciéndole a Wolverine que todo ha conducido hasta este momento. Romulus es en lo que se convertirá Wolverine. Empujando a Wolverine al punto de ruptura, suelta la espada y saca sus garras, para gran diversión de Romulus. Sin embargo, Wolverine se defiende y gana la ventaja y corta la mano de Romulus, rompiendo lo que resultó ser un guante de garras. Al ver que las garras de Rómulo son falsas, Wolverine se burla de él diciendo: "No eres lo que voy a ser ... Soy lo que siempre quisiste ser". Al escuchar esto, Romulus ataca ciegamente a Wolverine con sus garras restantes solo para ser abierto por Wolverine. Aparentemente golpeado, Romulus le dice a Wolverine que, aunque está en la cima de la cadena alimenticia, al hacer Daken a su imagen, ha preparado el escenario para una confrontación entre Wolverine y su hijo. Sólo los más despiadados sobrevivirán. Sólo el que más gusta a Romulus. Wolverine derrota a Romulus, pero lo deja vivo diciendo que volverá cuando esté listo para terminar el trabajo. Cuando Wolverine le da la espalda, Romulus aprovecha la oportunidad para dejar inconsciente a Wolverine con su propia espada. Romulus se va, pero no sin antes de decirle a Wolverine que se quede con la hoja de Muramasa: la necesitará. Después de su confrontación con Wolverine, coordina un asesinato exitoso en Tokio desde lo que parece ser su base de operaciones, un castillo de estilo europeo. Es aquí donde Romulus primero comienza a dudar de su propia comprensión de las acciones de Wolverine.
Wolverine decide enfrentarse a Romulus por última vez, con la ayuda de varios otros héroes y su hijo Daken. Al final, cuando Daken está a punto de matar a Romulus, Logan hace que Cloak lo teletransporte a la dimensión de la Fuerza Oscura. Por un segundo, Wolverine piensa que debería decapitar a Romulus, tal como lo hizo con Creed, pero al final decide dejarlo varado en la dimensión de la Fuerza Oscura.
Sin embargo, gracias a la vida de chantaje de Dagger por parte de Sabretooth, Romulus se libera de su prisión. Después de una pelea perdida contra Romulus, aparece una misteriosa mujer con largo cabello rojo y le dice a Wolverine que las respuestas que busca están en la instalación de Arma X. Después de su lucha con los clones de Sabretooth, la misteriosa mujer aparece nuevamente ante Wolverine. Ella se llama Remus y le informa que Romulus es su hermano gemelo. Ella ayuda a Wolverine en su lucha contra Romulus y Sabretooth mientras le brinda a Wolverine información sobre Romulus. Ella le revela a Wolverine que la afirmación de Romulus sobre ciertos mutantes que evolucionan de los caninos en lugar de los monos (en referencia al Lupin) es falsa, como Wolverine había adivinado hace mucho tiempo. Además, revela que toda la historia de "Lupin Sapiens" fue todo un engaño elaborado por su hermano que pretendía ser un truco para su verdadero objetivo de crear una raza principal de mutantes naturales artificialmente mejorada por un nuevo tipo de adamantium creado con vibranium extraído ilegalmente. de Wakanda, usando Wolverine como plantilla. Después de rastrear a Romulus hasta su fortaleza en algún lugar de Italia, Wolverine ataca brutalmente e incapacita a Sabretooth antes de enfrentar a Romulus. Wolverine encuentra a Romulus inmerso en un tanque muy similar al que Wolverine tenía durante los días del Programa Weapon X. Wolverine rompe el tanque y asalta salvajemente a Romulus con sus garras. Aleja gran parte del lado derecho de la cara de Rómulo, revelando que los huesos de abajo se han unido con adamantium. Mientras Romulus se recupera, Wolverine pregunta cuál es el propósito de convertirse en una imitación de él. Romulus declara que no es como antes, ya que ha "tomado lo mejor de Wolverine y de Sabretooth", lo que implica que sus poderes de tipo animal fueron copiados artificialmente de Sabretooth (ya que su hermana gemela no tiene ninguno de esos rasgos y solo ella Los poderes mostrados son un factor de curación. Revela que ahora tiene cuatro garras de adamantium en ambas manos, exactamente en la misma configuración que usó en los guanteletes que llevaba. Cuando se lanza a su ataque, Romulus le dice a Wolverine que hacer que Romulus borre su memoria y vincule el adamantium a su esqueleto fue en realidad su idea en lugar de algo que tuvo que soportar como lo creyó durante tanto tiempo (sin embargo, esto La afirmación permanece ambigua). Romulus y Wolverine reanudan su batalla con Wolverine, que finalmente resultó victorioso, lo que resulta en que Romulus sea remitido a la Balsa.

## Poderes y habilidades
Poco se sabe sobre el alcance total de los poderes de Rómulo, pero se presume que tiene todas las capacidades de los Lupinos, excepto que en una escala mayor. También ha demostrado tener un gran intelecto, que tiene un profundo entendimiento de la genética, y parece ser capaz de frenar o incluso revertir completamente el proceso de envejecimiento, después de haber vivido durante miles de años (si los sueños Wild Child son correctos). Tiene cuatro garras de adamantium similares a las de Wolverine montadas en sus guantes, así como también tiene unas uñas naturales similares a las de Dientes de Sable. Él posee algún tipo de poderes mentales, manipulando los recuerdos de Wolverine e incluso insertándose en los sueños de Logan.
Rómulo es siempre representado como de estatura excepcional, superando a Dientes de Sable en tamaño. La letra que emplea en sus palabras es única, esta tiene una apariencia más antiguas que las de otros personajes. A pesar de que a menudo aparece desnudo, se ha mostrado con ropa en varias ocasiones, posiblemente utilizando el hecho de que sólo pocas personas vivas lo reconocen. Rómulo ha sido visto llevando una armadura sobre la rodilla derecha, que recuerda vagamente a la armadura de adamantium adornada por Cyber.
Sus rasgos faciales son muy similares a los Dientes de Sable y Wolverine. Esto se ve en las patillas, los colmillos caninos, orejas puntiagudas y los ojos blancos. Su pelo es casi de un blanco sólido excepto en su flequillo, que es de color negro. En Wolverine Origins Tomo # 40, Rómulo se ve vestido con su pelo en una cola larga en forma similar a Omega Rojo.